# Cassia artensis
Cassia artensis är en ärtväxtart som beskrevs av Georges Eugène Charles Beauvisage. Cassia artensis ingår i släktet Cassia och familjen ärtväxter. Inga underarter finns listade i Catalogue of Life.